# Geismar (Göttingen)
Geismar is een dorp in het zuiden van de Duitse gemeente Göttingen in de deelstaat Nedersaksen. Het dorp is per stadsbus vanuit het centrum van Göttingen bereikbaar. Ten westen van het dorp loopt de Bundesstraße 27 vanuit Göttingen zuidwaarts. Ten oosten van het dorp ligt het voor boswandelingen geschikte Göttinger Stadtwald.

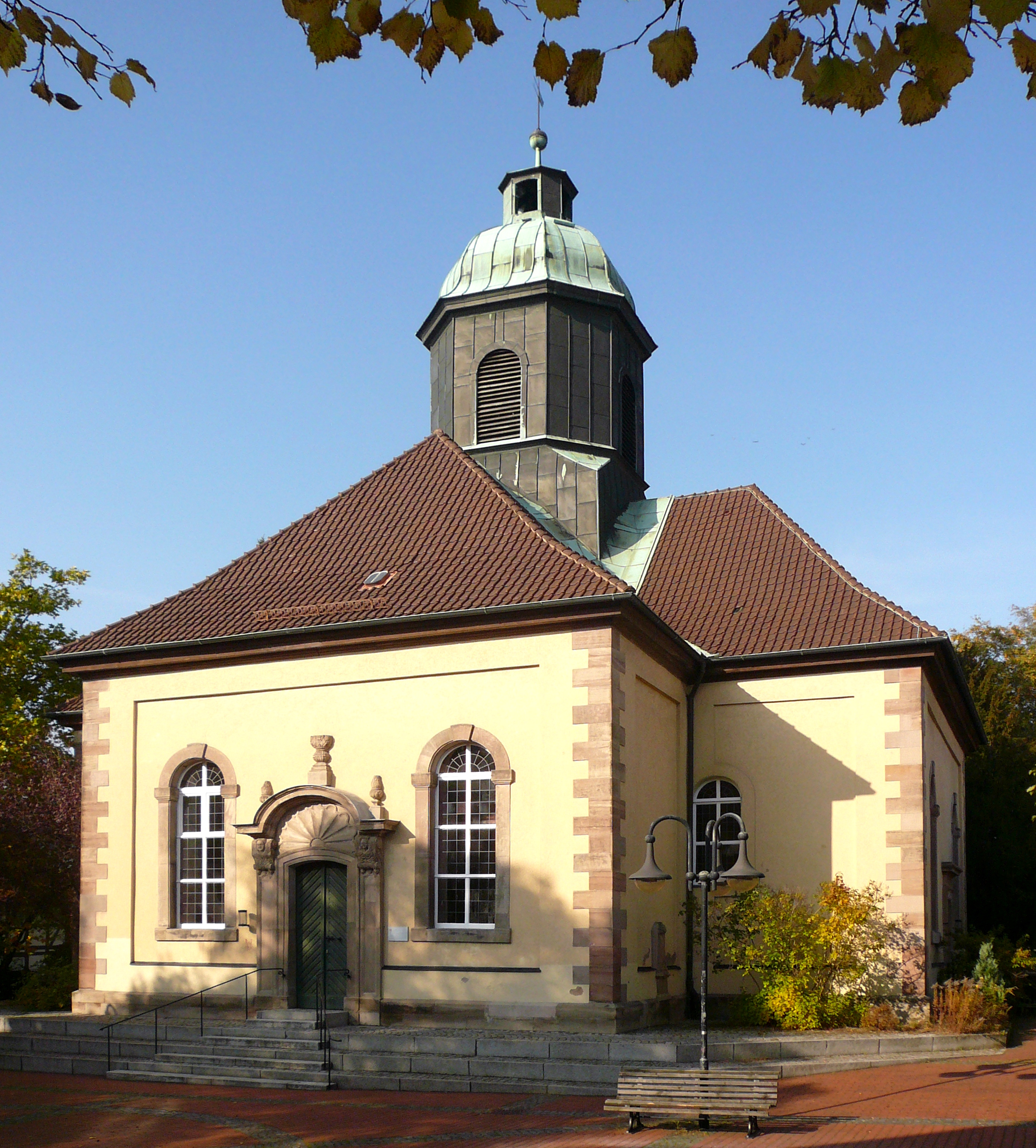
Evangelisch-lutherse Sint-Maartenskerk

## Geschiedenis
Geismar wordt voor het eerst genoemd in een oorkonde uit 1055. In die oorkonde wordt de kerk van het dorp aan het klooster in Nörten geschonken. Het huidige kerkgebouw, de Sint-Martinuskerk,  dateert uit 1742. Van de 14e tot de 18e eeuw behoorde het dorp tot het gebied van de heren van Hardenberg, die resideerden vanuit het, alleen nog als ruïne bestaande, kasteel in Nörten-Hardenberg, dat 11 km ten noorden van Göttingen ligt. In hun familiewapen komt de kop van een keiler (mannelijk wild zwijn) voor, die ook verwerkt werd in het in 1937 toegekende dorpswapen. Het dorp, dat in 1914 nog maar 1.600 inwoners telde,  werd in 1964 bij de stad Göttingen gevoegd en is sindsdien grotendeels versmolten met de stad. 
In Geismar is in 2002 een straat naar de bekende Franse chansonnière Barbara genoemd.

## Geboren in Geismar
- Jürgen Ahrend (1930-2024), orgelbouwer, vestigde een bekende orgelbouwfirma te Loga (Leer) in Oost-Friesland, die ook Nederlandse kerkorgels heeft gerestaureerd.

- Library of Congress Control Number: n81047370
- Nationale Bibliotheek van Tsjechië: ge1086646
- Nationale Bibliotheek van Israël: 987007557310105171
- Virtual International Authority File: 159455054